# Dictyandra
Dictyandra é um género botânico pertencente à família Rubiaceae.